# Moran Atias
Moran Atias (Haifa, 9 de abril de 1981) es una actriz y modelo israelí, reconocida por su actuación en las películas italianas Gas, Oggi sposi y Mother of Tears, por su trabajo con el director Paul Haggis en la serie de televisión Crash y por interpretar a Monika en la película de 2013 Third Person.

## Carrera
Atias apareció por primera vez en televisión cuando tenía 15 años protagonizando el programa juvenil israelí Out of Focus. A la edad de 17 años fue a Alemania para iniciar su carrera como modelo. Modeló para Roberto Cavalli, D&G y BBG. Más tarde presentó un programa de entrevistas en italiano. Después de establecerse como modelo, se animó a seguir una carrera en la actuación, apareciendo en películas en inglés, italiano, hebreo y español, y logrando una nominación a Mejor Actriz en el Festival Sguardo al Femminile por su papel en Days of Love.
Su trabajo en estas películas la llevó a ser elegida para la película italiana Gas, en la que interpretó a una adicta a las drogas, encargada de seducir a un drogadicto gay. Siguió con la comedia romántica Oggi Sposi, dirigida por Luca Luncini y Mother of Tears, la tercera y última entrega de la trilogía de horror sobrenatural de Dario Argento, The Three Mothers. Mother of Tears se estrenó en el Festival Internacional de Cine de Toronto 2007 y en el Festival de Cine de Roma.
En 2008 fue seleccionada para el papel de la inmigrante ilegal Inés en la serie dramática Crash, basada en la película ganadora del Oscar de Paul Haggis. Después de una temporada, se convirtió en la protagonista femenina junto a Dennis Hopper. Trabajar con Haggis la llevó a ser elegida en su película, The Next Three Days.
En 2011 Atias trabajó con Cynthia Mort en el proyecto de televisión Radical, interpretando el papel de Ana, que Mort había escrito específicamente para ella. Fue elegida para la serie de televisión israelí aclamada por la crítica Allenby en 2012, donde interpretó a 'Mika', una chica judía ex-ortodoxa que evita el secreto de su infancia mientras vive una compleja vida nocturna. Fue elegida para integrar el reparto de la nueva serie de FX Tyrant por los creadores de la exitosa serie de televisión Homeland. En 2013 integró el reparto de Third Person, en una nueva colaboración con el director Paul Haggis.

## Filmografía
- 2005 -	Days of Love
- 2005 -	Mercy
- 2005 -	Supper Club
- 2005 -	Gas
- 2006 -	The Roses of the Desert
- 2006 -	Kavod
- 2007 -	The Mother of Tears
- 2009 -	Command & Conquer: Red Alert 3
- 2009 -	Oggi sposi
- 2009 -	Land of the Lost
- 2010 -	The Next Three Days
- 2012 -	Crazy Eyes
- 2013 -	Third Person
- 2016 -	A Stand Up Guy